# Bilia
Bilia er med 97 afdelinger i Sverige og Norge nordens største bilforhandlerkæde[kilde mangler] med en ledende position[kilde mangler] inden for salg og service af person- og varebiler. Firmaets aktiviteter er primært koncentreret omkring store byområder i Skandinavien: Oslo og Bergen i Norge; Stockholm, Göteborg og Malmö i Sverige.
Firmaet er autoriseret forhandler af Ford, Volvo, Dacia og Renault og også autoriseret værksted for de samme mærker. Ud over hovedforretningerne salg af nye biler og reparation, sælger Bilia reservedele til værksteder og privatpersoner samt en række mindre aktiviteter som biludlejning i forbindelse med reparationer, leasing og salg af brugte biler.

## Bilia i Danmark
Bilia Personvogne A/S blev afviklet og afdelingerne frasolgt i løbet af 2015. Bilia havde i mange år drevet fem afdelinger i Hovedstadsområdet:
- Bilia Taastrup. Salgsafdeling, mekanisk og pladeværksted.
- Bilia Amager (Kastrup). Salgsafdeling, mekanisk og pladeværksted.
- Bilia Nærum. Salgsafdeling med udstilling samt mekanisk værksted.
- Bilia Gladsaxe (Søborg). Salgsafdeling og mekanisk værksted.
- Bilia Albertslund (tidligere Scaniadam). Renault-forhandler, mekanisk og pladeværksted.